# کاترین مورفی (فیلم‌ساز)
کاترین مورفی (به انگلیسی: Catherine Murphy)، یک فیلمساز آمریکایی، فعال اجتمایی و مربی است. اشتهار او بیشتر برای ساختن فیلم مستند مائسترا است که او آن مستند را بر اساس و در بارهٔ نهضت سوادآموزی کوبا در ۱۹۶۱ و نحوهٔ اجرای آن کامپین ساخته‌است. تمرکز کار او عمدتاً بر عدالت اجتماعی و سواد خواندن و نوشتن در آمریکا متمرکز است. مورفی پروژه سواد آموزی را در سال ۲۰۰۴ و (سه الههٔ تولید Tres Musas Producciones) را در سال ۲۰۰۹ تأسیس کرد.

## کودکی
مورفی در پردیزهٔ دانشگاه استنفورد، جایی که پدر و مادرش هر دو در آنجا تحصیل می‌کردند پرورش یافت. مراحل رشد بعدی را او، در کنار مادربزرگ و عمه‌بزرگ خود، که هر دو در آغاز سدهٔ بیستم در کوبا زندگی می‌کردند طی کرد و تحت تأثیر آنها قرار داشت.